# 趙光逢
趙 光逢（ちょう こうほう、生年不詳 - 928年）は、唐末から五代十国時代にかけての官僚・政治家。字は延吉。本貫は京兆府奉天県。

## 経歴
趙隠の子として生まれた。乾符5年（878年）、進士に及第し、鳳翔府推官を初任とした。入朝して監察御史となった。広明2年（881年）、父が死去すると、光逢は辞職して喪に服した。中和5年（885年）、僖宗が長安に帰還すると、光逢は太常寺博士に任じられた。礼部員外郎・司勲員外郎・吏部員外郎を歴任し、集賢院学士をつとめ、礼部郎中に転じた。景福元年（892年）、祠部郎中として知制誥となり、ほどなく翰林学士をつとめ、正式に中書舎人に任じられた。戸部侍郎・翰林学士承旨となり、翰林学士のまま兵部侍郎・尚書左丞に転じた。乾寧3年（896年）、昭宗に従って華州に避難し、御史中丞に任じられ、礼部侍郎に転じた。
光化3年（900年）、劉季述が昭宗を廃位して李裕を擁立し、宰相の崔胤が宦官と政権を争うと、光逢は病と称して洛陽に隠居した。天祐元年（904年）、昭宗が洛陽に遷都すると、光逢は吏部侍郎として起用された。尚書左丞となり、太常寺卿に転じた。開平元年（907年）、後梁が建国されると、光逢は開封府に移った。開平3年（909年）、中書侍郎・同中書門下平章事（宰相）となった。尚書左僕射に転じて、租庸使を兼ねた。のちに太子太保として致仕した。後梁の末帝にその才能を愛され、貞明2年（916年）に光逢は司空として召し出され、門下侍郎を兼ねた。貞明4年（918年）、司徒として致仕した。後唐の天成2年（927年）、太保として致仕し、斉国公に封じられた。12月壬辰、洛陽で死去した。太傅の位を追贈された。

## 伝記資料
- 『旧唐書』巻178 列伝第128
- 『新唐書』巻182 列伝第107
- 『旧五代史』巻58 列伝第34
- 『新五代史』巻35 列伝第23